# Габала (аеропорт)
Міжнародний аеропорт Габала (азерб. Qəbələ Beynəlxalq Aeroportu) (IATA: GBB, ICAO: UBBQ) — аеропорт, що обслуговує Габалу, столицю Габалинського району (району) в Азербайджані. Аеропорт був офіційно відкритий президентом Ільхамом Алієвим 17 листопада 2011 року.

## Опис
Аеропорт розташований на висоті 285 м над середнім рівнем моря. Він має одну злітно-посадкову смугу 16/34 з асфальтовим покриттям розміром 3 600 × 60 м.
Злітно-посадкова смуга обладнана системою ILS CAT II, яка дозволяє літакам виконувати операції в умовах низької практичної стелі (30 метрів) і видимості (350 метрів).

## Авіалінії та напрямки

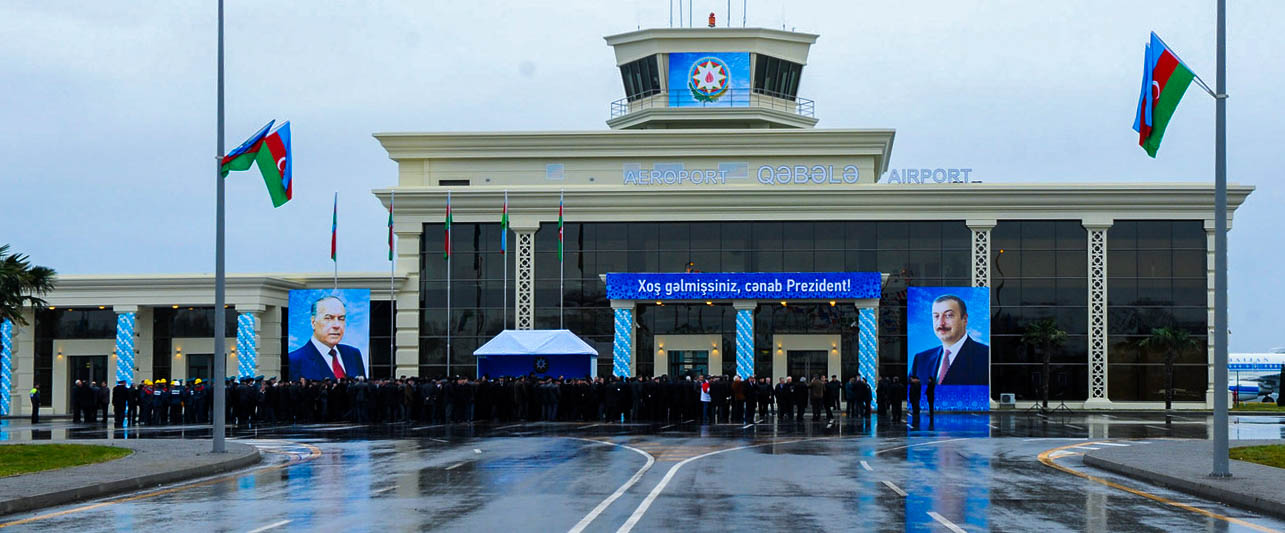
Аеропорт Габала

З березня по жовтень 2016 року Габала була воротами Азербайджану для рейсів Pegasus Airlines зі Стамбула. У 2017 році авіакомпанія flydubai запропонувала літні рейси з Дубайського аеропорту. У 2018 році Air Arabia спробувала напрямок Габали як літній пункт призначення з Шарджі.
Станом на 2023 до та з аеропорту відсутні регулярні рейси.

## Статистика
| | Пасажири | Зміна порівняно з попереднім роком | Експлуатація літаків | Зміна порівняно з попереднім роком | вантажний </br> (метричні тонни) | Зміна порівняно з попереднім роком |
| -------------------------------------------------------------------------------------------------- | -------- | ---------------------------------- | -------------------- | ---------------------------------- | -------------------------------- | ---------------------------------- |
| 2013 рік                                                                                           | 46,658   | ND                                 | 900                  | ND                                 | 327                              | ND                                 |
| 2014 рік                                                                                           | 55,651   | ▲ 19,27 %                          | 918                  | ▲ 2,00 %                           | 3                                | ▼ 99,08 %                          |
| Джерело: Міжнародна рада аеропортів. Звіти про трафік світового аеропорту</br> (2013, і 2014 роки) |          |                                    |                      |                                    |                                  |                                    |